# Ernest Meissonier

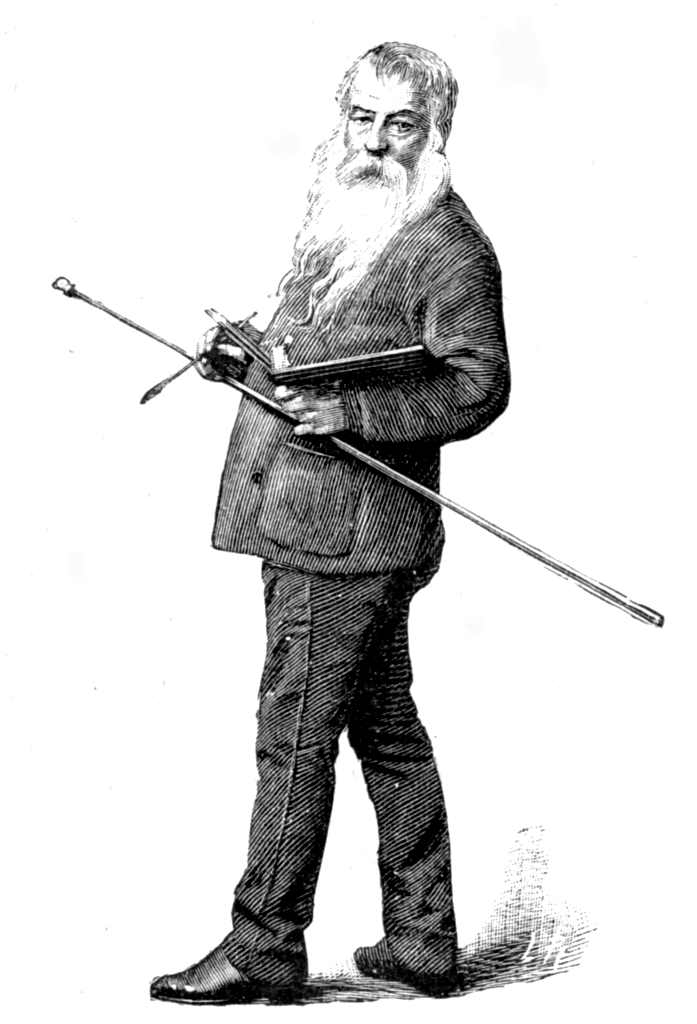
Ernest Meissonier

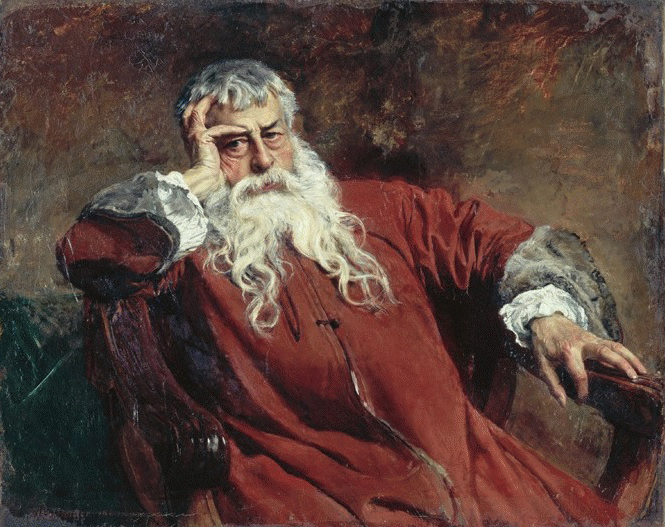
Ernest Meissonier, Selbstporträt (1889)

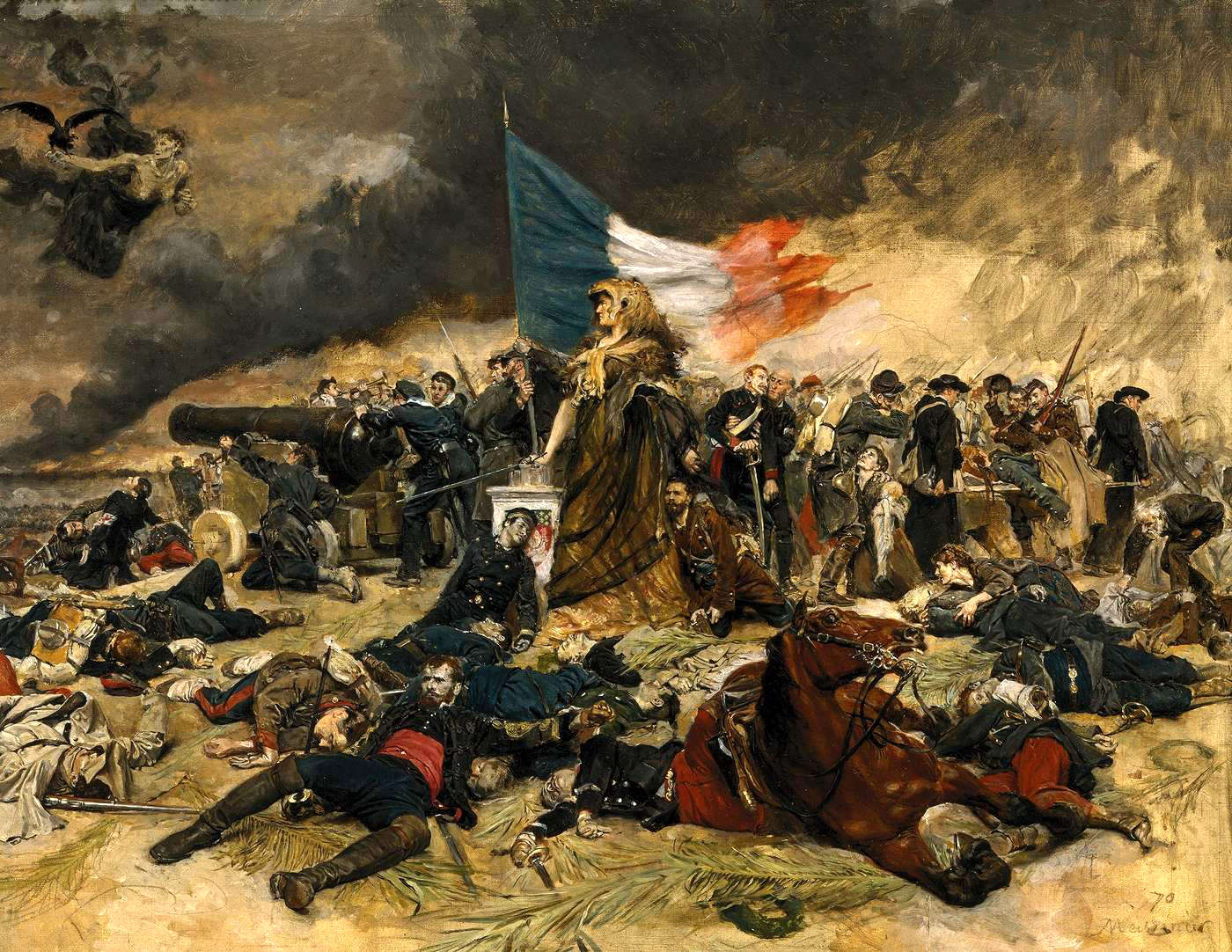
Belagerung von Paris

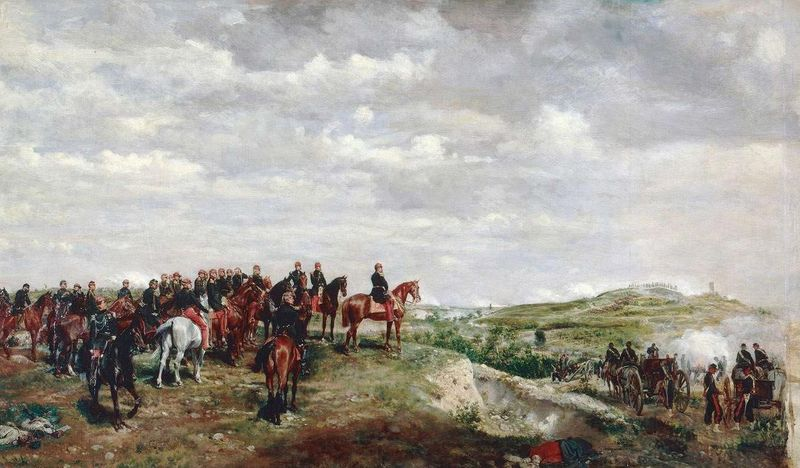
Napoleon III. zu Solferino

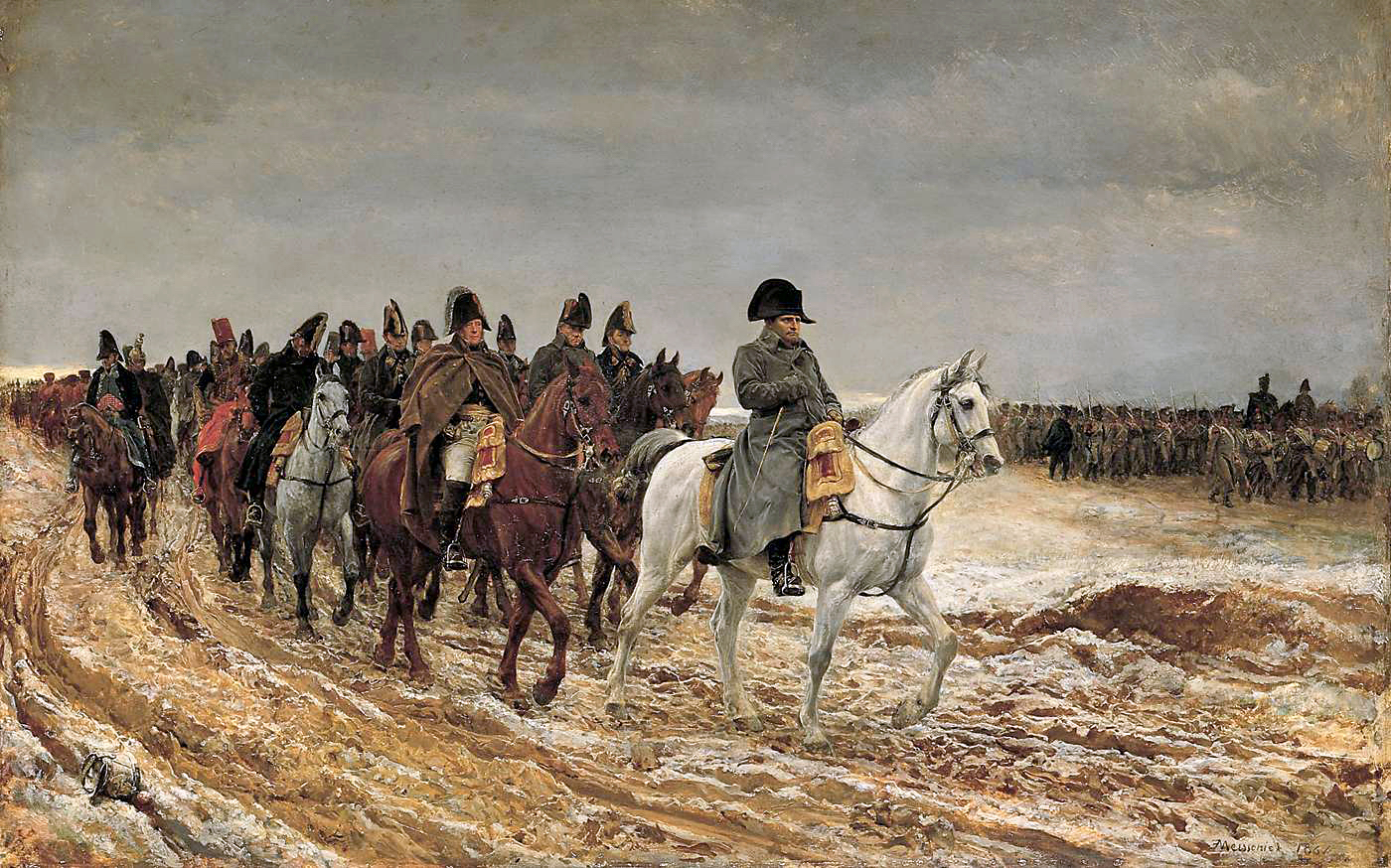
Campagne de France, 1864

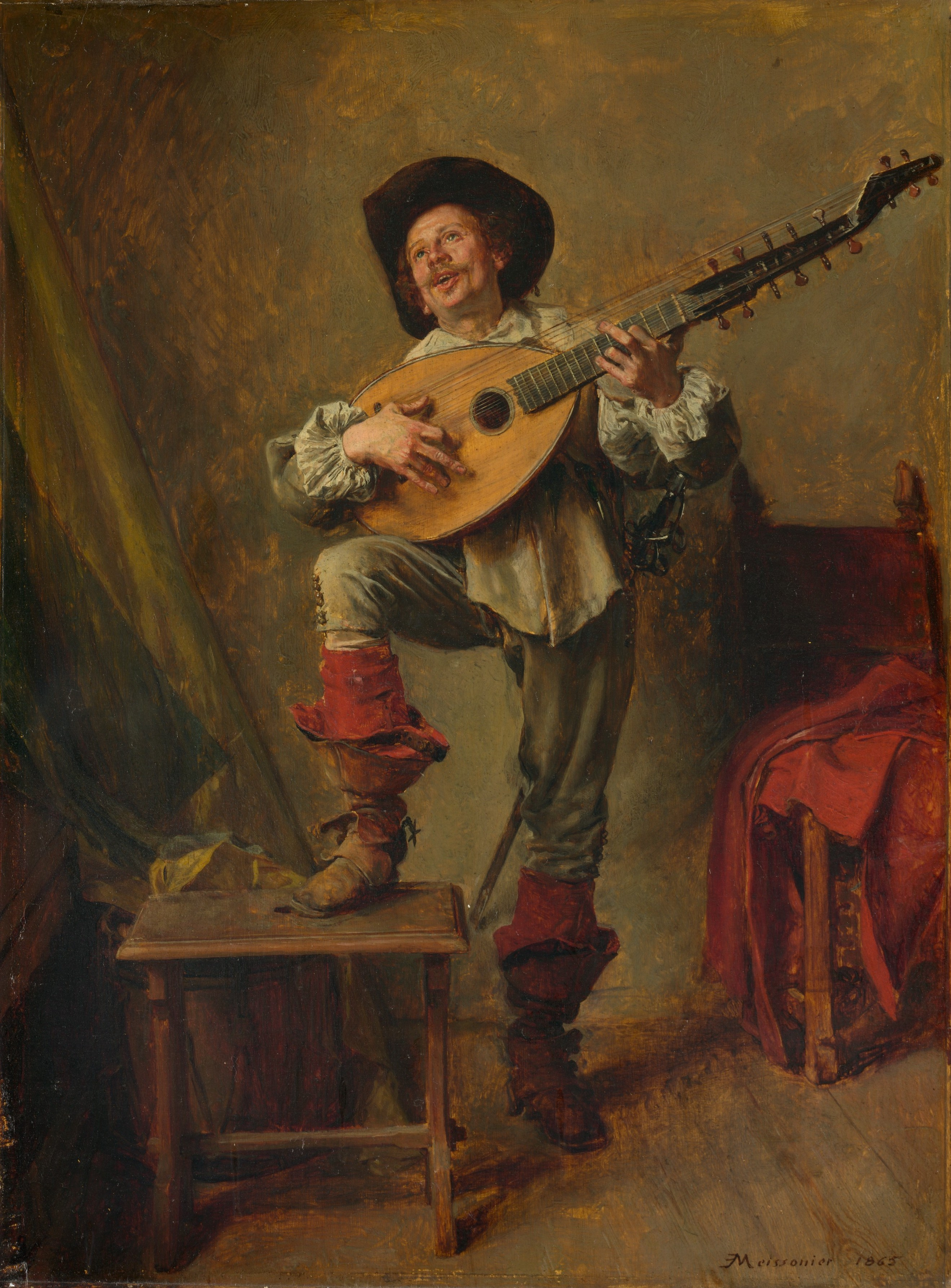
Theorbe spielender Soldat, 1865

Jean Louis Ernest Meissonier (* 21. Februar 1815 in Lyon; † 31. Januar 1891 in Paris) war einer der bekanntesten französischen Maler in den 1850- und 1860er Jahren.

## Leben
Meissonier kam jung nach Paris und wurde Schüler von Léon Cogniet. Gleichzeitig begann Meissonier im Louvre niederländische Meister wie Peter Paul Rubens oder Anthonis van Dyck zu kopieren. Aus finanziellen Gründen war Meissonier am Anfang seiner Karriere genötigt, Auftragsarbeiten für verschiedene Buchdrucker auszuführen. So entstanden nacheinander Illustrationen für mehrere Ausgaben der Bibel und für verschiedene Werke von Jacques Bénine Bossuet. „Der rasende Roland“ (Ludovico Ariosto) wurde von Meissonier genauso illustriert wie von Jacques-Henri Bernardin de Saint-Pierre „Paul und Virginie“ und „Die indische Hütte“.
Mit 21 Jahren konnte Meissonier 1836 bei einer Ausstellung des Pariser Salons mit seinem Genrebild „Der kleine Bote und der Schachspieler“ debütieren. Damit hatte er auch schon seinen Stil gefunden und in den nächsten Jahren folgten mehrere Werke, wie 1838 „Mönch, einen Kranken tröstend“ oder 1840 „Der Leser“. Diese Sujets wurden vom Publikum begeistert aufgenommen und auch die offizielle Kunstkritik fand fast immer nur lobende Worte. Sein Gemälde „Die Schachpartie“ wurde auf der Ausstellung des Pariser Salons von 1841 mit einer Medaille prämiert.
Mit Vorliebe stellte er Personen aus der Zeit Ludwigs XIV. und Ludwigs XV. dar. Seine folgenden, sehr zahlreichen, aber stets mit äußerster Gewissenhaftigkeit durchgeführten Bilder bewegen sich meist in der gleichen Richtung: einer scharfen, aber kühlen, nicht allzu tief in die Seele eindringenden Charakteristik und einer eleganten Stoffmalerei.
Gelegentlich griff er auch in das Gebiet der neueren Geschichte, in die Feldzüge Napoleons I. und Napoleons III. hinüber, erzielte aber nur dann größere Wirkungen, wenn er sich auf wenige Figuren in kleinem Maßstab beschränkte. Für figurenreichere Kompositionen (zum Beispiel die Kürassiere von 1805) sowie für Bildnisse größeren Formats reicht Meissoniers Ausdrucksfähigkeit nicht aus.
1867 wurde Meissonier aufgefordert, sich an der Weltausstellung in Paris zu beteiligen. Mit fünf Gemälden, „Vorlesung bei Diderot“, „Der Kapitän“, „Kavaliere vor einem Wirtshaus“, „General Desaix bei der Rheinarmee“ und „Die Ordonnanz“, von denen er einige extra für diesen Anlass geschaffen hatte, war er auch vertreten. Ab den 1870er Jahren wurde Meissonier von der Galerie Georges Petit vertreten. Sie zeigte seine Werke in mehreren Ausstellungen und konnten sie auch an wohlhabende Amerikaner wie William Thompson Walters (1820–1894) aus Baltimore (Walters Art Museum) und William Vanderbilt aus New York verkaufen.
Sein Werk „Die Wache“ wurde 1874 auf der Ausstellung des Pariser Salons lobend erwähnt. Meissonier hatte nicht sehr viele Schüler; zu nennen wären sein Sohn Jean Charles Meissonier (* 1848), Jean Baptiste Édouard Detaille und auch der deutsche Maler Fritz Werner.
Im Alter von 75 Jahren starb Meissonier am 31. Januar 1891 in Paris.

## Werke (Auswahl)
- Der kleine Bote und der Schachspieler (1836)
- Mönch, einen Kranken tröstend (1838)
- Der englische Doktor (1839)
- Der Leser (1840)
- Die Schachpartie (1841)
- Der Maler in seinem Atelier (1843)
- Die Leibwache
- Junger Mann, Zeichnungen betrachtend
- die Pikettpartie (1845)
- Die Kegelspieler
- Die Soldaten (1848)
- Die Bravi (1852),
- Der Hufschmied
- Napoleon I. mit seinem Stab 1814
- Der Poet (1859)
- Napoleon III. zu Solferino (1864)
- Folgen eines Streits beim Spiel (1865)
- Theorbe spielender Soldat (1865)
- Vorlesung bei Diderot
- Der Kapitän
- Kavaliere vor einem Wirtshaus
- General Desaix bei der Rheinarmee
- Die Ordonnanz
- Die Wache (1874)
- 1807 (Napoleon I. in der Schlacht von Friedland)